# 聴覚障害者のみなさんへ
聴覚障害者のみなさんへ（ちょうかくしょうがいしゃのみなさんへ）とは、1990年4月2日から2004年4月4日までNHK教育テレビで放送されていたテレビ番組。

## 概要
聴覚障害者向けのニュース番組『きょうのニュース〜聴覚障害者のみなさんへ』、『お昼のニュース〜聴覚障害者のみなさんへ』のサブタイトルとして使用されていた。
1996年度よりニュース部門は『NHK手話ニュース』に改題され、日曜夜に放送されていた『聴力障害者の時間』の後継番組として『聴覚障害者のみなさんへ』の番組名が使用された。

## 基礎情報
きょうのニュース〜聴覚障害者のみなさんへ
- 放送期間：1990年4月2日 - 1996年3月31日
- 放送時間
  - 1990年4月 - 1991年3月 月 - 金曜日19:50-20:00，土曜日・祝日19:55-20:00
  - 1991年4月 - 1996年3月 月 - 金曜日19:50-20:00，土曜日・日曜日・祝日19:55-20:00

お昼のニュース〜聴覚障害者のみなさんへ
- 放送期間：1994年4月3日 - 1996年3月31日
- 放送時間：月 - 金曜日13:00-13:35

聴覚障害者のみなさんへ
- 放送期間：1996年4月7日 - 2004年4月4日
- 放送時間
  - 1996年4月 - 1999年3月 日曜日19:40-19:55
  - 1999年4月 - 2003年3月 日曜日19:40-19:55／日曜日07:10-07:25（先週回の再放送）
  - 2003年4月 - 2004年4月 日曜日18:40-18:55／日曜日06:45-07:00（先週回の再放送）

## 出演者
きょうのニュース〜聴覚障害者のみなさんへ
- 山城秀生
- 飯泉菜穂子

聴覚障害者のみなさんへ
- 山城秀生
- 丸山浩路

## 関連番組
- 聴力障害者の時間
- ろうを生きる 難聴を生きる
- NHKみんなの手話
- NHK手話ニュース
- NHK手話ニュース845